# Reino de Mallorca
El reino de Mallorca fue creado por Jaime I el Conquistador tras su conquista de la isla de Mallorca en 1231.

## El reino privativo de Mallorca
En 1260 murió Alfonso, el primogénito del rey (quien iba a heredar la corona de Aragón). Entonces, Jaime I redactó un nuevo testamento por el que otorgaba Mallorca a su hijo Jaime II. Esta disposición constituye el origen del Reino privativo de Mallorca, estructurado de forma definitiva en el testamento de 1272. Así, cuando Jaime I falleció en 1276, la Corona de Aragón quedó para el hijo mayor, Pedro (conocido como Pedro el Grande), y el reino de Mallorca para el siguiente, Jaime, que reinaría con el nombre de Jaime II.
El reino de Mallorca comprendía las islas Baleares; Mallorca, Menorca, Ibiza y Formentera, así como los condados del Rosellón y la Cerdaña, el señorío de Montpellier, el vizcondado de Carladés, en Auvernia, y la baronía de Aumelas, contigua a Montpellier. En cuanto titulares de estos dominios continentales, los reyes de Mallorca eran vasallos de los de Aragón.
La herencia de Jaime era escasa y débil pero significativa: un enclave mediterráneo estratégico y unos territorios entre dos grandes reinos, la Francia de los Capetos y la Corona de Aragón, los cuales estaban también en constante lucha. Consciente de la fragilidad del reino de Mallorca, Jaime I proyectó la conquista de Cerdeña para unirla al nuevo reino. Igualmente entró en negociaciones para concertar el matrimonio de su hijo Jaime con Beatriz de Saboya, hija del conde Amadeo de Saboya. Ninguno de los planes tuvo éxito.
A la muerte de Jaime I, el rey de Mallorca no prestó homenaje a Pedro el Grande. Ocupado este en diversos problemas dentro del reino, no sería hasta 1279 cuando el monarca mallorquín, que había apoyado la fallida rebelión nobiliaria de Roger Bernat de Foix contra su hermano, se avino a reconocer que tenía sus estados en feudo del rey de Aragón. Una de las consecuencias sería que el reino de Mallorca no tendría Cortes, y que el rey de Mallorca tendría que acudir a las de Cataluña para prestar homenaje al rey de Aragón. Mediante el tratado de Perpiñán (1279), fruto del desequilibrio de poder entre la Corona de Aragón y el reino de Mallorca, se mantuvo el control político-económico de aquella sobre el reino de Mallorca, restableciendo la unidad jurisdiccional de la Corona de Aragón, rota por el testamento de Jaime I. Este hecho condicionaría durante toda la existencia del reino de Mallorca las relaciones entre ambos. La falta de Cortes agravaría posteriormente la escasa vertebración de un reino ya de por sí disperso, al carecer este de una institución común más allá de la monarquía.

### Los reyes privativos del Reino de Mallorca

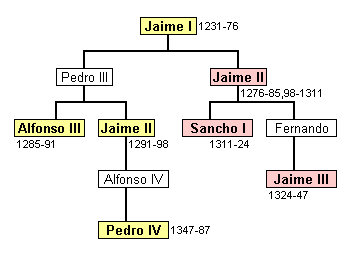
Árbol genealógico de los reyes de Mallorca: reyes de la Corona de Aragón (en amarillo), y reyes privativos de Mallorca (en rosa). A partir de Pedro IV, el reino de Mallorca queda incorporado a la Corona de Aragón.

- Jaime I el Conquistador (1231-1276), creador del reino.
- Jaime II de Mallorca (1276-1285; 1295-1311), segundo hijo de Jaime I el Conquistador. En medio del enfrentamiento entre la Corona de Aragón y los Capeto, reyes de Francia, Jaime II fue obligado a declararse vasallo del rey de Aragón en 1279 (tratado de Perpiñán). Sin embargo, tras la conquista de Sicilia por parte de Pedro el Grande, Jaime II se alió con los Capeto cuando invadieron Cataluña. Rechazada la invasión, los monarcas aragoneses iniciaron la conquista de las Baleares (1285).
- Alfonso III el Franco (1285-1291) de Aragón arrebata Mallorca (1285) e Ibiza (1286) a Jaime II, y Menorca (1287) a los musulmanes de forma definitiva (el soberano de Menorca era tributario desde 1231, primero de Jaime I y luego de Jaime II). Tuvo a las Baleares bajo su control hasta su muerte (1291).
- Jaime II el Justo (1291-1295) de Aragón, hermano de Alfonso III el Franco, acepta la decisión del papa Bonifacio VIII (Tratado de Anagni, 1295) y devuelve todas las islas a Jaime II de Mallorca. Sin embargo, el rey aragonés consigue que el reino de Mallorca siga siendo vasallo del rey de Aragón. Jaime de Mallorca solo reconocería este vasallaje mediante el tratado de Argelers (1298). Los territorios continentales del reino (los condados de Rosellón y Cerdaña, el señorío de Montpellier) permanecen en su poder durante todo su reinado.

Jaime II de Mallorca reinó durante más de dos décadas y se esforzó en garantizar la viabilidad del reino. Impulsó una vasta política de colonización agraria, con la creación de núcleos rurales; incrementó las rentas reales; favoreció la creación de consulados en el Norte de África y en el Reino de Granada; creó un nuevo sistema monetario para el reino; fomentó la creación de industrias textiles; procedió a incrementar el poder real sobre la nobleza y la Iglesia; e impulsó la construcción de palacios y castillos (palacios-castillos de Perpiñán y de Palma de Mallorca –La Almudaina–, catedral de esta última, castillo de Bellver). La apertura de proceso a los Templarios y posterior supresión de la orden permitiría la incautación de las rentas de la Orden en las islas.
- Sancho I de Mallorca, conocido como el Pacífico (1311-1324). Segundo hijo de Jaime II, heredero tras la renuncia de su hermano mayor Jaime, quien ingresó en la orden franciscana y renunció formalmente al trono en 1299.[4] En la primera parte de su reinado prosiguió las medidas de su padre para garantizar la estabilidad y viabilidad del reino. Encuentra dificultades para mantener el poder real ante la demanda de mayor autonomía de la ciudad de Mallorca (Palma). Desarrolla también un programa de construcción naval, para lo cual extorsiona a la comunidad judía de la isla. La segunda parte de su reinado se vio afectada por la falta de hijos del rey, hecho que quería aprovechar el rey Jaime II de Aragón para revertir el reino de Mallorca a la Corona de Aragón. En su testamento declara heredero a su sobrino Jaime.

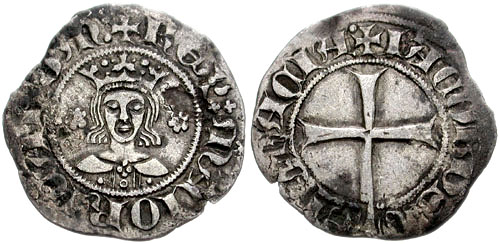
Dobler de Jaime III de Mallorca.

- Jaime III de Mallorca, conocido como el Temerario (1324-1349). Llega al trono a los 9 años, por lo que un consejo de regencia se hace cargo del gobierno del reino durante su minoría. La situación es difícil, puesto que Jaime II de Aragón no ceja en su reclamación de reversión del trono mallorquín. El consejo de regencia consigue que, en 1325, el rey de Aragón renuncie a reclamar los derechos de sucesión al trono mallorquín, tras la condonación de una gran deuda que Jaime adquirió con el rey Sancho, con motivo de la conquista por parte de aquel de Cerdeña. Este hecho, aunque despejó el problema sucesorio, sumió al reino en una importante crisis financiera.

Jaime se vio obligado a desarrollar una política seguidista respecto de la de Aragón. Así, se vio obligado a participar en la guerra con Génova (1329-1336), lo que se tradujo en pérdida de mercados para el reino. Fue necesario volver a recurrir a nuevos impuestos y multas a la comunidad judía, lo que, sin embargo, no fue suficiente para superar la crisis financiera. Los problemas del reino parecían no tener fin, puesto que en 1341 Pedro el Ceremonioso de Aragón abre proceso a Jaime III para arrebatarle el reino de Mallorca. El proceso, manejado por el rey Pedro, concluye en 1343 condenando a Jaime III a la confiscación de todos sus bienes. En mayo de 1343 Pedro conquista el archipiélago balear. En 1344, los condados de Rosellón y Cerdaña. Jaime solo conserva sus posesiones francesas. Tras la venta de dichas posesiones en 1349 al rey de Francia, desembarca en Mallorca. El rey es vencido y muerto en la batalla de Llucmajor (25 de octubre de 1349). El reino de Mallorca se reincorpora así definitivamente a la Corona de Aragón.
- Jaime IV de Mallorca (fallecido en Soria en 1375) e Isabel de Mallorca, hijos de Jaime III, fueron reyes en el exilio y reclamaron el trono de Mallorca, pero sin resultado.

### Causas de la desaparición del reino privativo

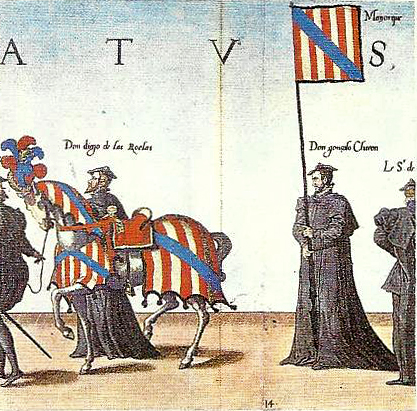
Emblema heráldico del Reino de Mallorca en guion y gualdrapas del caballo en las exequias por la muerte en 1558 de Carlos I de España.

La desaparición del reino privativo de Mallorca ocurrió en un contexto internacional caracterizado por diferentes conflictos:
- Guerra de los Cien Años, entre Francia e Inglaterra, donde tomaron parte mallorquines junto al ejército de Felipe VI de Francia en la importante batalla de Crécy (1346)
- La guerra de los benimerines, que involucra a Castilla y la Corona de Aragón
- Los intentos de satelización de las Baleares por los genoveses

En este contexto no era posible permanecer neutral, sobre todo porque la neutralidad requería, en primer lugar, fortaleza. Y este no era el caso del reino de Mallorca, el cual, para mayor infortunio, tenía vínculos vasalláticos con las coronas de Francia (a través de Montpellier) y de Aragón. Por otra parte, los intentos de financiar los costes del mantenimiento de la neutralidad mediante el aumento de impuestos produjo reacciones adversas por parte de sus súbditos.